# 예칭
예칭(중국어 간체자: 叶青, 정체자: 葉青, 병음: Yè Qīng, 한자음: 엽청, 1988년 11월 13일 ~ )은 중국의 배우이다. 내몽골 자치구 후룬베이얼시 야커스시에서 태어났으며 베이징 영화 학원을 졸업했다.

## 방송
- 우견애정적리선생
- 해우공주
- 보보경정
- 쇄신 3+7
- 헌원검지천지흔
- 금의지하

## 영화

### 영화
- 내 남자친구의 결혼식 (2016년)
- 마이 워 (2016년)
- 수춘도 (2014년) - 정언 역
- 익스트림 게임 : 서울어택 (2014년)
- 마이 패밀리 (2013년)
- 맨 오브 타이 치 (2013년) - 칭샤 역
- 헌원검지천지흔 (2012년)
- 쇄신 3+7 (2012년)
- 무저동 (2011년)

### 드라마
- 보보경심 2 (2014년, 중국 절강위성) - 맹심이 역
- 우견애정적리선생 (2017년, 중국 절강위성) - 기지진 역